# Čang-čou
Čang-čou (čínsky pchin-jinem Zhāngzhōu, znaky 漳州) je městská prefektura v Čínské lidové republice. Leží v provincii Fu-ťien, má rozlohu 12 697 km² a v roce 2020 měla pět milionů obyvatel.
Městským stromem je kafrovník lékařský a městskou květinou narcis taceta.

## Poloha
Čang-čou leží na jihu provincie Fu-ťien na březích řeky Ťiou-lung. Hraničí na severovýchodě se Sia-menem a prefekturou Čchüan-čou, na severozápadě s prefekturou Lung-jen, na jihozápadě s provincií Kuang-tung a na jihovýchodě s Tchajwanským průlivem.

## Administrativní členění
Městská prefektura Čang-čou se člení na jedenáct celků okresní úrovně, a sice čtyři městské obvody a sedm okresů.
| Siang-čcheng Lung-wen Lung-chaj Čchang-tchaj okres · Jün-siao okres · Čang-pchu okres · Čao-an okres · Tung-šan okres · Nan-ťing okres · Pching-che okres · Chua-an |        |                       |                    |                                  |
| Název | Název  | Počet obyvatel (2020) | Rozloha km² (2020) | Hustota zalidnění (obyv. na km²) |
| český přepis | znaky  | Počet obyvatel (2020) | Rozloha km² (2020) | Hustota zalidnění (obyv. na km²) |
| Městské obvody |        |                       |                    |                                  |
| Siang-čcheng | 芗城区 | 638 060               | 264                | 2 420                            |
| Lung-wen | 龙文区 | 301 883               | 113                | 2 677                            |
| Lung-chaj | 龙海区 | 952 000               | 1 278              | 745                              |
| Čchang-tchaj | 长泰区 | 228 235               | 2 034              | 112                              |
| Okresy |        |                       |                    |                                  |
| Jün-siao | 云霄县 | 411 558               | 1 314              | 314                              |
| Čang-pchu | 漳浦县 | 847 535               | 900                | 942                              |
| Čao-an | 诏安县 | 560 969               | 1 027              | 546                              |
| Tung-šan | 东山县 | 219 511               | 1 275              | 172                              |
| Nan-ťing | 南靖县 | 305 259               | 228                | 1 341                            |
| Pching-che | 平和县 | 455 042               | 1 957              | 233                              |
| Chua-an | 华安县 | 134 276               | 2 310              | 58                               |
| |        |                       |                    |                                  |
| Celkem | Celkem | 5 054 328             | 12 697             | 398                              |

## Partnerská města
- Date, Japonsko (2010)
- Gödöllő, Maďarsko (2013)
- Honolulu, Spojené státy americké (2013)
- Isahaja, Japonsko (1991)
- Palembang, Indonésie (2002)
- Wageningen, Nizozemsko (2009)